# Giulio Girardi
Giulio Girardi (Il Cairo, 23 febbraio 1926 – Rocca di Papa, 26 febbraio 2012) è stato un presbitero, teologo, filosofo e docente universitario italiano.

## Biografia
Dopo la nascita, vive con la famiglia a Parigi fino al 1931; si trasferisce in seguito con i genitori a Beirut (Libano), dove riceve la sua prima istruzione presso la scuola italiana retta dai domenicani.
Nel 1937, dopo la separazione dei genitori, con la madre e la sorella si trasferisce ad Alessandria d'Egitto; qui frequenta la scuola media italiana presso i salesiani. Nel 1939, maturata la sua scelta vocazionale, viene inviato in Italia, dove inizia gli studi superiori, poi quelli filosofici e teologici, per la formazione al sacerdozio nella Società salesiana di San Giovanni Bosco.
Completa gli studi filosofici nel 1950, con il dottorato in filosofia, discutendo la tesi sulla metafisica di san Tommaso d'Aquino. Compie inoltre gli studi di teologia presso l'Università Gregoriana di Roma dal 1951 al 1953 e presso la sede di Torino dell'Università Salesiana dal 1953 al 1955. Sempre a Torino, viene ordinato presbitero il 1º gennaio del 1955.

## Docente universitario
Già dal 1948 è docente di storia della filosofia e di metafisica presso la Facoltà salesiana di Torino; dal 1960 tiene gli stessi corsi anche all'Università Salesiana di Roma. Nonostante l'impegno accademico e la partecipazione ai lavori del Concilio Vaticano II in qualità di perito, la sua scelta di impegno con i movimenti di base e la presa di posizione per il marxismo fanno sì che nel 1969 venga espulso dall'ateneo salesiano per "divergenze ideologiche"; si trasferisce allora a Parigi, dove è docente di antropologia presso la facoltà di filosofia dell'Università Cattolica e di introduzione al marxismo presso l'Istituto di Scienze e Teologia delle religioni. Negli stessi anni, insegna antropologia, introduzione al marxismo e teologia della liberazione presso l'Istituto Superiore di Pastorale Lumen Vitae di Bruxelles.
In quegli anni aderisce e promuove, in America Latina e in Europa, il movimento dei Cristiani per il Socialismo; il suo impegno esplicito, a livello ideologico e politico, a favore dei movimenti rivoluzionari e di liberazione, portano alla sua definitiva espulsione dall'Università Cattolica di Parigi nel 1973 e, l'anno successivo, dall'Istituto Lumen Vitae di Bruxelles. Si dimettono da quest'ultimo, per solidarietà, i suoi colleghi di docenza François Houtart, Gustavo Gutiérrez, Paulo Freire.
Prosegue tuttavia la docenza universitaria presso l'Università di Lecce, insegnando filosofia della storia nell'anno 1977-'78, poi presso l'Università di Sassari, ove insegna filosofia politica dal 1978 al 1996, quando si congeda dall'insegnamento.

## Il Concilio e il suo impegno politico
Nel 1962, Girardi viene invitato come esperto al Concilio Vaticano II, in qualità di profondo conoscitore del marxismo e delle problematiche dell'ateismo contemporaneo. Al Concilio, collabora alla progettazione e alla stesura dello Schema XIII, che darà vita alla Costituzione pastorale Gaudium et Spes.
Nel 1965, inizia la sua partecipazione al dialogo tra cristiani e marxisti, nelle varie sessioni a livello nazionale e internazionale. Alla sua ricerca filosofica, affianca un impegno sempre crescente con le realtà di base, in Italia e nel mondo, che iniziano a coniugare l'aggiornamento conciliare con l'impegno politico. La sua conoscenza dell'America Latina lo porta sempre più frequentemente in giro per il mondo; è tra i protagonisti della nascente teologia della liberazione, di cui è uno dei divulgatori in Europa.
Nel 1972, partecipa al primo incontro continentale dei Cristiani per il Socialismo, a Santiago del Cile; in seguito, dopo aver conosciuto dal vivo i più diversi paesi latinoamericani (Cile, Perù, Colombia, Messico, Cuba), trasporta in Europa il suo impegno nel movimento dei Cristiani per il Socialismo (1973-1980). Nel 1974 diventa membro del Tribunale Russel II sull'America Latina; dal 1976 al 2012, è membro del Tribunale Permanente dei Popoli.
Nel 1977, dopo essere stato espulso da tutte le università cattoliche in cui era docente, viene anche dimesso dalla congregazione salesiana e, successivamente, sospeso a divinis. Girardi continua il suo impegno di solidarietà con i popoli latinoamericani e la sua opera di animatore e formatore nelle comunità di base, così come negli organismi di riflessione e di dialogo tra cattolici e comunisti.
Nel 1980 compie la sua prima visita in Nicaragua, ove solidarizza con la rivoluzione sandinista e esprime la sua collaborazione con i vari movimenti ecumenici, indigeni e popolari di quella nazione. Il Fronte Sandinista gli assegnerà l'ordine Carlos Fonseca per il suo lavoro a fianco della popolazione nicaraguense.
Dal 1986 si reca anche a Cuba, ogni anno, collaborando con diverse istituzioni culturali ed ecumeniche; dal 1988 è impegnato nella solidarietà con il movimento indigeno, specialmente in Messico, Ecuador e Bolivia.
Nel 1989 è candidato come capolista alle elezioni per il rinnovo del consiglio comunale di Roma con Democrazia Proletaria.
Dal 1992 è impegnato con il movimento macroecumenico dell'Assemblea del popolo di Dio, in cui alle tradizionali tematiche della liberazione, si unisce la riscoperta delle origini etniche e indigene dei popoli sudamericani. Fino ai primi anni del nuovo secolo, continua ad occuparsi anche delle tematiche riguardanti l'educazione popolare e il nascente movimento per la pace.
Nel corso degli anni, non ha trascurato anche l'impegno in Italia, soprattutto nel campo della ricerca partecipativa sulle condizioni del mondo del lavoro e sulle trasformazioni della coscienza cristiana di fronte alle mutazioni del contesto sociale.
Nel 2005, con il suo ingresso nel movimento Noi Siamo Chiesa, propone in esso l'aggiornamento delle tematiche di impegno politico ed ecclesiale da lui coltivate in tanti anni di studio e di dialogo.
Assieme a un gruppo internazionale di teologi (unico italiano, assieme a Giovanni Franzoni e al giornalista Filippo Gentiloni), è stato promotore anche di un Appello alla chiarezza, un "manifesto" contro la beatificazione di Karol Wojtyła, uno dei pochi segnali critici rivolti al grande pubblico sulla figura di Giovanni Paolo II.
È stato anche cofondatore dell'Associazione Nazionale di Amicizia Italia-Cuba e della Fondazione Italiana Ernesto Che Guevara.
È scomparso nel 2012 all'età di 86 anni, dopo una grave malattia durata sei anni.

## Opere
- Metafisica della causa esemplare in San Tommaso d'Aquino, Torino, Società Editrice Internazionale, 1954.
- Ontologia, Torino, Società Editrice Internazionale, 1962.
- Theologia naturalis, Torino, Società Editrice Internazionale, 1962.
- Marxismo e cristianesimo, Assisi, Cittadella, 1966; 1969.
- Cristiani e marxisti a confronto sulla pace. Implicanze dottrinali, Assisi, Cittadella, 1967.
- Credenti e non credenti per un mondo nuovo, Firenze, Vallecchi, 1969.
- Cristianesimo e lotta di classe, Pistoia, Centro di documentazione, 1969.
- Speranza cristiana e speranza marxista, con Lucio Lombardo Radice, Firenze, Libreria Editrice Fiorentina, 1970.
- Cristianesimo, liberazione umana, lotta di classe, Assisi, Cittadella, 1971; 1972.
- La lotta di classe e gli esclusi, con Nicola Badaloni, Firenze, Libreria Editrice Fiorentina, 1972.
- Cristiani per il socialismo, perché? Questione cattolica e questione socialista, Assisi, Cittadella, 1975.
- Educare: per quale società?, Assisi, Cittadella, 1975.
- Fede cristiana e materialismo storico, Roma, Edizioni Borla, 1977.
- Coscienza operaia oggi. I nuovi comportamenti operai in una ricerca gestita dai lavoratori, a cura di, Bari, De Donato, 1980.
- Sulla crisi del marxismo. Relazione del seminario di studi tenuto a Bergamo (12-13 aprile 1980) presso il Centro La Porta, Bergamo, La Porta, Centro studi e documentazione, 1980.
- Intervento in Teologia della liberazione, Roma, Sapere 2000, 1985.
- La tunica lacerata. L'identità cristiana oggi fra liberazione e restaurazione, Roma, Borla, 1986. ISBN 88-263-0614-1.
- Sandinismo, marxismo, cristianesimo. La confluenza, Roma, Borla, 1986. ISBN 88-263-0640-0.
- Le rose non sono borghesi. Popolo e cultura del nuovo Nicaragua, a cura di, Roma, Borla, 1986. ISBN 88-263-0642-7.
- Rivoluzione popolare e occupazione del tempio. Il popolo cristiano del Nicaragua sulle barricate, Roma, Edizioni associate, 1989.
- Il popolo prende la Parola. Il Nicaragua per la teologia della liberazione, con José Maria Vigil, Roma, Borla, 1990. ISBN 88-263-0714-8.
- Dalla dipendenza alla pratica della libertà. Una comunità d'accoglienza s'interroga e interroga, ricerca partecipativa coordinata da, Roma, Borla, 1990. ISBN 88-263-0823-3.
- La conquista dell'America. Dalla parte dei vinti, Roma, Borla, 1992. ISBN 88-263-0925-6.
- Il tempio condanna il Vangelo. Il conflitto sulla teologia della Liberazione fra il Vaticano e la CLAR, San Domenico, Fiesole, Cultura della pace, 1993. ISBN 88-09-00919-3.
- Gli esclusi costruiranno la nuova storia? Il movimento indigeno, negro e popolare, Roma, Borla, 1994. ISBN 88-263-1076-9.
- Cuba dopo il crollo del comunismo, Roma, Borla, 1995. ISBN 88-263-1101-3.
- Samuel Ruiz. Sui sentieri indigeni della chiesa in Chiapas, con Alberto Grossi e Aluisi Tosolini, Parma, AlfaZeta, 1996.
- Cuba dopo la visita del papa. Marxismi, cristianesimi, religioni afroamericane alle soglie del terzo millennio, Roma, Borla, 1999. ISBN 88-263-1281-8.
- Riscoprire Gandhi. La violenza è l'ultima parola della storia?, Roma, Anterem, 1999; Roma, Icone, 2001. ISBN 88-87494-15-0.
- Seminando amore come il mais. L'insorgere dei popoli indigeni e il sogno di Leonidas Proano, Roma, Icone, 2001. ISBN 88-87494-19-3.
- Resistenza e alternativa al liberalismo e ai terrorismi, Milano, Punto Rosso, 2002. ISBN 88-8351-023-2.
- Che Guevara visto da un cristiano, Milano, Sperling & Kupfer, 2005. ISBN 88-8274-598-8.